# إيلين هوفمان
إيلين هوفمان (بالألمانية: Eileen Hoffmann)‏ هي لاعب هوكي الحقل ألمانية، ولدت في 25 يونيو 1984 في برلين في ألمانيا.

## وصلات خارجية
- إيلين هوفمان على موقع اللجنة الأولمبية الدولية (الإنجليزية)
- إيلين هوفمان على موقع أوليمبيديا (الإنجليزية)